# Oulema hoffmannseggi
Oulema hoffmannseggi – gatunek chrząszcza z rodziny stonkowatych i podrodziny poskrzypek.
Gatunek ten opisał po raz pierwszy w 1845 roku Jean Théodore Lacordaire pod nazwą Lema hoffmannseggi.
Chrząszcz o ciele długości od 4 do 4,5 mm. Głowę i pokrywy ma metalicznie niebieskie lub zielonkawe, przedplecze czerwone, a odnóża czarne. Pokrywy są krótsze niż u skrzypionki zbożowej; cechują się międzyrzędami drugim i szóstym nieco zakrzywionymi u szczytu i tam połączonymi.
Owad palearktyczny, rozmieszczony na zachodzie obszaru śródziemnomorskiego, podawany z Portugalii, Hiszpanii, Andory, południowej Francji, Włoch i Maroka.